# Eduard Eisenburger
Eduard Eisenburger (n. 4 aprilie 1928, Tărpiu, Bistrița-Năsăud – d. 8 martie 1990, Brașov) a fost un om politic și scriitor de limba germană din România.
A urmat școala primară în localitatea natală, apoi gimnaziul la Bistrița. Bunicii săi erau unul preot, celălalt notar. În 1944, a fost evacuat odată cu ceilalți sași din nordul Transilvaniei, ajungând până la Vistula, apoi în Austria, unde s-a regăsit cu mama și bunicii săi, de care se pierduse în timpul evacuării. În timp ce familia se întorcea în țară, a fost dat jos din tren și deportat în URSS. Pentru că s-a îmbolnăvit, a fost trimis acasă cu un transport sanitar, reușind apoi să absolve liceul la Mediaș, în 1948. A studiat apoi la București științele economice. În București a cunoscut-a pe Maria Berger, care studia pentru a deveni tehnician dentar, cu care s-a căsătorit și a avut doi fii, Edwin și Uwe. Uwe a plecat înainte de 1989 într-o călătorie în Occident, de unde nu s-a mai întors. Eduard (Ion) Eisenburger a fost membru de partid din 1957.

## Activitatea de jurnalist
După absolvirea studiilor, Eduard Eisenburger a fost repartizat la Sfatul Popular regional din Baia Mare, dar curând a fost angajat la ziarul Neuer Weg, în București, unde și-a început cariera de jurnalist. În 1957 a fost delegat la Brașov, pentru a înființa publicația de limba germană „Volkszeitung“ (Ziarul Poporului), al cărei redactor-șef era. Primul număr a apărut la 30 mai 1957, ca organ al comitetului de partid și al consiliului popular al Regiunii Stalin, cu scopul declarat de a aduce politica PCR la cunoștința vorbitorilor de limbă germană din regiune. Cu ocazia reformei administrativ-teritoriale a României din 1968, a reușit ca, împreună cu colaboratorii săi, să reorganizeze ziarul, transformându-l în săptămânalul „Karpatenrundschau“ (Orizont Carpatin), revistă pentru societate, politică și cultură, în limba germană.
Primul număr al săptămânalului Karpatenrundschau a apărut la Brașov, la 1 martie 1968.
Revista a rezistat campaniei de economii din 1974, dar a fost redusă de la 16 pagini la numai 8 și o parte din membrii redacției au fost concediați.
La 1 aprilie 1989, Eduard Eisenburger s-a pensionat medical.

## Activitatea politică
Eduard Eisenburger a fost deputat în Marea Adunare Națională (ales în 1985 în Circumscripția electorală nr. 5 - Brașov - Steagul Roșu), membru al Consiliului de Stat, al PCR, precum și președinte al Consiliului oamenilor muncii de naționalitate germană.
În calitate de cel mai înalt funcționar de partid și de stat din rândul minorității germane din România, Eisenburger avea și atribuțiuni în acordarea permisiunii de emigrare etnicilor germani din România, pentru întregirea familiei în Occident. Conștient de faptul că o emigrare masivă avea să ducă rapid la dispariția minorității germane din România  — și o dată cu ea a culturii ce s-a format în peste 800 de ani pe meleagurile românești — Eisenburger a încercat să se opună cât a putut emigrării.

## Distincții
- Ordinul Muncii clasa a II-a (4 mai 1971) „cu prilejul aniversării a 50 de ani de la constituirea Partidului Comunist Român, [...] pentru merite deosebite în opera de construire a socialismului”[9]

## Scrieri
- Wegzeichen der Heimat. Bilder, Berichte, Zeitdokumente über die Rumäniendeutschen, Editura Dacia, Cluj, 1974
- Sächsisch-schwäbische Chronik. Beiträge zur Geschichte der Heimat (Cronică săsească-șvăbească. Contribuții la istoria patriei), editor Michael Kroner), Editura Kriterion, București, 1976
- Heimatbilder. Bekanntes und weniger Bekanntes über die Rumäniendeutschen, Cluj-Napoca, 1976
- Die Zeit in der Zeitung. Beiträge zur rumäniendeutschen politischen Publizistik (Vremea în ziar. Contribuții la publicistica germanilor din România) (Editori Eduard Eisenburger și Michael Kroner), Editura Dacia, Cluj, 1977
- Egalitate reală - participare activă (Categoria: "Epoca de aur"), Editura Politică, București, 1978
- Sie erkannten die Zeichen der Zeit. Rumäniendeutsche politische Zeit- und Lebensbilder aus 2 Jahrhunderten (Au recunoscut semnele timpului. Imagini de viață ale germanilor din România) , Editura Dacia, Cluj, 1979
- Rudolf Brandsch. Zeit- und Lebensbild eines Siebenbürger Sachsen (Rudolf Brandsch. Biografia unui sas transilvănean), Editura Dacia, Cluj, 1983